# Zoeterwoude
Zoeterwoude est une commune néerlandaise, en province de Hollande-Méridionale.

## Personnalités
- Bertha Waszklewicz-van Schilfgaarde, militante pacifiste, y est née.